# عبدالعلی مزاری
عبدالعلی مزاری (۵ جوزا/خرداد ۱۳۲۶ چارکنت بلخ - ۲۲ حوت/اسفند ۱۳۷۳ غزنی) از رهبران مجاهدین افغانستان و بنیان‌گذار حزب وحدت اسلامی افغانستان بود. او یکی از کسانی است که تلاش کرد هویت قومی هزاره در افغانستان جرم نباشد. در سال ۱۹۹۵ میلادی طالبان از مزاری برای مذاکره دعوت به عمل آورد، ولی مزاری در جریان مذاکرات به اسارت گرفته شده و توسط طالبان به قتل رسید. پس از مرگ مزاری، در سال ۲۰۱۶ میلادی لقب «شهید وحدت ملی» توسط جمهوری اسلامی افغانستان به او داده شد.استاد عبدالعلی مزاری برای جامعه هزاره بابا بود 
اما تا هنوز هواداران اقای مزاری بابا یا پدر میکوید [۷]

## زندگی و سرگذشت
عبدالعلی مزاری در سال ۱۳۲۶ (خورشیدی) در روستای نانوایی چارکنت از توابع ولایت بلخ در جنوب شهر مزار شریف متولد شد. پدر او حاجی خدایداد نام داشت که زراعت‌پیشه و مالدار بود. حاجی خدایداد در اصل از منطقهٔ سرخجوی ورس بود که به شمال افغانستان مهاجرت کرده بود. کودکی مزاری در دوران پادشاهی محمد ظاهرشاه و صدارت محمد داوود خان سپری شد.

### تحصیلات
مزاری دروس ابتدایی را زمستان‌ها در مدرسهٔ نانوایی فرا گرفت. سپس به‌صورت تمام وقت تعلیمات دینی را در مدرسه‌های چارکنت و مزار شریف ادامه داد. اوایل بهار ۱۳۵۱ (خورشیدی) برای ادامه تحصیل به قم رفت و در حوزه علمیه قم اقامت گزید چرا که معتقد بود قم نه تنها محل تحصیل درس‌های رایج حوزوی است بلکه کانون مبارزات مخفی نیز به حساب می‌آید. وی هنگامی که در ایران حضور داشت از سوی دستگاه‌های امنیتی حکومت پادشاهی دستگیر و زندانی شد.

## دیدگاه
مزاری معتقد بود که راه‌حل اختلافات داخلی در افغانستان، سیستم فدرالیسم است که هر قومی دارای حقوق مشخص در قانون اساسی است و می‌تواند بر سرزمین و مردم خود حکومت کند. او از نمایندگی یکسان همه اقوام افغانستان، به‌ویژه هزاره‌ها، که هنوز در افغانستان تحت آزار و اذیت قرار دارند، حمایت کرد.
برخی از مهم‌ترین گفتاوردهای مزاری به شرح زیر است:
«من از این خاستگاه برخاسته‌ام و زادگاهم افغانستان است، مادامی که خانه‌ام در اسارت باشد و فاقد هویت ملی باشم در عراق و ایران ماندنم و بودنم معنی ندارد، من یک افغانستانی هستم؛ وقتی افغانستانم مورد اشغال باشد در هیچ جای دنیا عزت ندارم، آن افغانستانی که کشور ندارد، عزت هم ندارد ولو مبارز باشد، ولو مجاهد باشد. من هزاره‌ام و هزاره بودن در این کشور نباید جرم باشد و نباید گناه تلقی گردد.»

## فعالیت‌ها
«هشیار باشید کسی با سرنوشت شما معامله نکند»

— مزاری
با کودتای ۷ اردیبهشت ۱۳۵۷، مزاری بار دیگر از افغانستان به نجف و سپس به سوریه رفت و از آنجا به پاکستان رفته باز به افغانستان بازگشت؛ و در حرکت‌های مقاومت ملی علیه ارتش شوروی در افغانستان شرکت کرد. پدر، برادران، خواهر و جمع زیادی از خانواده وی در زمان جنگ شوروی در افغانستان کشته شدند. مزاری تا زمان فروپاشی دولت تحت حمایت شوری سابق در افغانستان، (سال ۱۳۷۱ خورشیدی) به عنوان یکی از رهبران مقاومت علیه حضور بیگانگان و دولت کمونیستی افغانستان، به نبرد ادامه داد.

### حزب وحدت اسلامی افغانستان
قبل از ورود مزاری به افغانستان در سال ۱۳۶۸، مردم هزاره در قالب ۲۵ خیزش مردمی و نه حزب علیه جمهوری دموکراتیک افغانستان می‌جنگیدند. پس از ورود مزاری به افغانستان، وی رهبران نه حزب را برای اتحاد به بامیان دعوت نمود. در ابتدا هفت حزب باهم متحد شدند، پاسداران جهاد اسلامی افغانستان آخرین حزبی بود که به این جمع پیوست اما حزب تحت رهبری آصف محسنی وارد اتحاد نشد. در سال ۱۳۶۸ و با اتحاد هشت حزب مربوط به مردم هزاره، حزب وحدت اسلامی افغانستان رسماً تشکیل شد که پسان‌تر شورای مبارزهٔ هزاره‌های اسماعیلی افغانستان نیز به جمع‌شان پیوست. محمد اکبری و عبدالعلی مزاری دو کاندیدا برای رهبری حزب وحدت بودند، پس از رای‌گیری میان اعضای کنگره، عبدالعلی مزاری با امضا کردن میثاق وحدت در ۲۵ سرطان/تیر ۱۳۶۸ به‌عنوان دبیرکل حزب وحدت اسلامی افغانستان انتخاب شد. واعظ‌زاده بهسودی در انتصاب وی نوشته است:
در شرایط اخیر که در بامیان او را دبیر انتخاب کردند خودش حاضر نبود در غیاب او را دبیر انتخاب کردند والّا اگر خودش می‌بود دبیری را هم قبول نمی‌کرد چون او طرفدار سِمت نبود بلکه طرفدار پیشرفت کار بود تا مردم نجات پیدا کنند. شخصیتی که بتواند به این اندازه سعهٔ صدر داشته باشد کیست؟
پس از سقوط دولت دکتر نجیب نیروهای مجاهدین در بیرون کابل اردو زدند، عبدالعلی مزاری نیز از بامیان به غوربند و از آنجا به کابل رفت. سران مجاهدین توافق نمودند تا نظامیان داخل شهر نشوند، اما با تصرف قطعه نظامی ریشخور توسط احمدشاه مسعود، مزاری و حکمتیار شورای هماهنگی را تشکیل داده و وارد شهر کابل شدند. نیروهای حزب وحدت در غرب پایتخت که هزاره‌نشین بود مستقر شدند و کنترل مناطق چنداول، پل سوخته، دارالامان، ده مزنگ، دشت برچی، کارته سخی و کوته سنگی را به‌دست گرفتند. مزاری دانشکده علوم اجتماعی دانشگاه کابل را به‌عنوان ستاد فرماندهی و دانشگاه پلی‌تکنیک کابل را مقر تشکیلات حزب وحدت قرار داد.
مزاری به‌عنوان رهبر هزاره‌ها، مردم هزاره را از چالش تاریخی انزوای سیاسی و اقتصادی نجات بخشید و به‌عنوان گروه قومی سوم افغانستان از حقوق شان دفاع نمود. این مهم‌ترین مسئولیت سیاسی وی بود.

### فعالیت‌های علمی و فرهنگی
- به رسمیت رساندن مذهب شیعه جعفری؛ درخواست رسمیت یافتن مذهب شیعه جعفری در افغانستان توسط ربانی رئیس‌جمهور کشور رد گردید. اما در زمان حامد کرزی به پاس تلاش‌های مزاری، این مذهب در تاریخ چند صد ساله افغانستان اوّلین بار در سال ۲۰۰۱ در قانون اساسی افغانستان به عنوان مذهب رسمی در کنار مذهب تسنن اعلام شد.
- دستور به مردم برای تقلید از محقق کابلی؛ استقلال مذهبی هزاره مرهون تلاش‌های مزاری می‌باشد. علاءالدین بروجردی نماینده وزارت خارجه ایران می‌گفت: من نه فهمیدم که چرا آقای شهید مزاری مرا خواسته و برایم می‌گوید که این آقا را (کابلی) ببرید در قم، من با طیاره خودم ایشان را بردم در قم، اما نه فهمیدم که سر ما یک بلا می‌آید، اگر می‌فهمیدم که ایشان اعلام مرجعیّت می‌کند اصلاً ایشان را نمی‌بردم.
- دستور چاپ کتاب‌های فیض‌محمد کاتب؛ عبدالعلی مزاری دستور چاپ چندین کتاب تاریخی اثر فیض‌محمد کاتب را داد. او دانشگاه بامیان را نیز بازسازی نمود و در زمانی‌که مردم افغانستان مشغول جنگ بودند، جوانان هزاره را برای تحصیل به خارج از کشور می‌فرستاد.[۱۵]

### کمک به جمهوری آذربایجان
- همزمان با جنگ‌های داخلی افغانستان، کشورهای آذربایجان و ارمنستان نیز در حال جنگ با یکدیگر بودند، دولت آذربایجان از مجاهدین افغانستان درخواست کمک نمود، مزاری با فرستادن ۴۰۰ جنگجو به آذربایجان از دولت آن کشور خواست تا پس از پایان جنگ اجازه دهد تا ۵۰۰ دانشجوی هزاره برای آموزش عالی به باکو بیاید که با موافقت دولت آذربایجان روبرو شد و بعد از ختم جنگ ارمنستان-آذربایجان، جوانان هزاره به باکو فرستاده شدند.

## ترور

مقبره عبدالعلی مزاری در مزار شریف

در اواخر سال ۱۳۷۳ جنبش نوظهور طالبان تا نزدیکی کابل پیشروی کردند. ظهور طالبان تمام معادلات قدرت در افغانستان و مخصوصاً در کابل و اطراف آن را دگرگون نمود. مزاری در آغاز با فرستادن بخشی از زبده‌ترین نیروهای خویش به ولایت غزنی به مقاومت در برابر پیشروی طالبان پرداخت. نیروهای اعزامی حزب وحدت در آغاز موفق شدند مواضع طالبان را در اطراف شهر غزنی متصرف شوند. اما به دنبال عدم همکاری نیروهای محلی آنان نتوانستند جبهه‌ای مؤثر ضد طالبان در غزنی فعال سازند.

با شکست طرح فعال ساختن جبهه در ولایت غزنی، مزاری مذاکرات با طالبان را که از چندی پیش آغاز شده بود جدی‌تر دنبال نمود. در همان زمان در تلاش بود تا به توافقاتی با دولت ربانی نیز دست یابد. با کنار رفتن حزب اسلامی و مستقر شدن طالبان در چهار آسیاب غرب کابل در محاصره کامل قرار گرفت. مزاری تلاش نمود تا با یکی از دو طرف به توافق برسد اما تمامی حزب‌های موجود در افغانستان از کمک به مزاری خودداری کردند و حتی با گروه طالبان همکاری کردند که این عمل باعث شد طالبان پیشروی گسترده‌ای در کابل داشته باشند. تلاش‌ها در راستای توافق با دولت و پیشنهاد دفاع مشترک بی‌نتیجه بود. در آخرین روزهای مقاومت غرب کابل، نیروهای دولتی و طالبان حملات بسیار شدیدی را از مناطق مختلف بالای غرب کابل از زمین و هوا آغاز کردند. در این جنگ‌ها برخلاف گذشته از یکسو حزب وحدت در محاصره و تمام راه‌های برون‌رفت از آن وضعیت را از دست داده بود و از سوی دیگر در برابر حملات دولت تنها دفاع می‌کرد. حزب اسلامی کاملاً از خطوط اول عقب‌نشینی کرده بود و نیروهای جنبش نیز کارایی سابق خود را نداشتند. با وخیم شدن اوضاع در اطراف کابل، بسیاری تلاش داشتند تا مزاری از کابل بیرون شده و به هزاره‌جات برود اما وی در پاسخ این درخواست‌ها گفت: 
«من از آمدن طالبان یا وقوع جنگ در غرب کابل هراس ندارم، در نهایت امر، اگر حتی طالبان بر این منطقه مسلط شوند، جز عده‌ای افراد سرشناس، به کس دیگری متعرض نمی‌شوند و جان و مال و ناموس مردم در امان می‌ماند، من یقین دارم که اگر خیلی هم وضعیت خراب شود، مردم کابل من را در سموچ‌های خانه‌هایشان نگاه (نگه‌داری) می‌کنند، اما اگر من فعلاً غرب کابل را ترک کنم، روحیهٔ مردم ضعیف می‌شود، نظامی‌ها ناامید می‌شوند، خط‌ها می‌شکند و قبل از آنکه طالب داخل منطقه شود، نیروهای شورای نظار و سیاف در اینجا می‌آیند و فاجعه افشار تکرار می‌شود. من با خدای خود عهد کرده‌ام که کشته شوم، اما نبینم که فاجعهٔ افشار بالای مردم ما تکرار می‌شود.»
سرانجام با وجود تلاش‌های مداوم سیاسی و مقاومت نظامی، حزب وحدت اسلامی در غرب کابل شکست خورد و مزاری در ۲۲ حوت ۱۳۷۳ در حالی‌که برای مذاکره با سران طالبان راهی چهار آسیاب بود توسط طالبان دستگیر شد و بعد از ظهر روز دوشنبه ۲۲ حوت ۱۳۷۳، بدن عبدالعلی مزاری به همراه ابوذر غزنوی عضو شورای مرکزی، استاد اخلاصی عضو شورای مرکزی و مسئول کمیتهٔ امنیت، آقای قائمی عضو شورای مرکزی و مسئول کمیته مالی، آقای ابراهیمی عضو شورای مرکزی، سیدعلی علوی محافظ و همرزم عبدالعلی مزاری، قوماندان جان محمد یکی از فرماندهان برجستهٔ غند دوم پیادهٔ حزب وحدت اسلامی و سه تن دیگر در حومه شهر غزنی به مردم داده شد. بالگرد مزاری در غزنی سقوط کرده و بر اثر تیرباران شدید این افراد، پیکر آنان به سختی قابل شناسایی بود. مردم محلی در میان برف زمستان جنازه وی را تا به یکاولنگ بامیان بر سر دوش بردند و از آنجا توسط هلیکوپتر به مزارشریف منتقل گردید و در هفتم حمل ۱۳۷۴ با حضور عدهٔ زیادی از مردم به خاک سپرده شد. هوادارانش، مقبره بزرگی در نزدیکی زیارتگاه روضه سخی در شهر مزار شریف برای او بر پا کردند. با اشغال مزار شریف، طالبان در تابستان ۱۳۷۷ش، مقبره او را منفجر کردند.

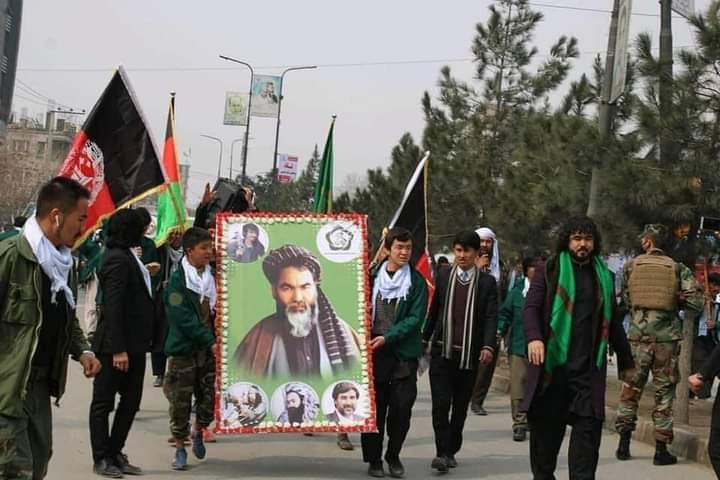
هر سال هواداران مزاری سالگرد او را به‌طور باشکوهی تجلیل می‌کنند

با وجود گذشت بیش از دو دهه از مرگ مزاری هوادارانش در کشورهای مختلف جهان در برج حوت (اسفند) مراسم‌های گرامیداشت برگزار می‌کنند و در کنار بررسی و مرور کارنامه مزاری به شرایط روز مردم هزاره و کشور افغانستان می‌پردازند

## تبر و باغ گل سرخ
تبر و باغ گل سرخ عنوان کتابی است که در رثای عبدالعلی مزاری توسط جمعی از طرفداران و یاران او در سه جلد به چاپ رسید. جلد اول و دوم این کتاب در سال ۱۳۷۴ و ۱۳۷۵ در کشور ایران به چاپ رسید. این دو جلد توسط محمدشریف سعیدی گردآوری شد و با حمایت «کانون فرهنگی نویسندگان افغانستان» به چاپ رسید. اشعار شاعران فرهیخته‌ای همچون محمدبشیر رحیمی، محمدشریف سعیدی، بشیر بختیاری و هفتاد تن دیگر در این جلد منتشر شده است.
جلد سوم این کتاب در سال ۱۳۸۷ به کوشش سلمان علی زکی و علی‌اکبر شریفی توسط دبیرخانهٔ فراخوان سراسری سومین مجموعهٔ شعر تبر و باغ گل سرخ منتشر شد. قرار بود این جلد به‌صورت پی‌دی‌اف در اختیار عموم قرار گیرد، اما با همکاری مالی مردم، کتاب به چاپ رسید.